# Kis tavibéka
A kis tavibéka (Pelophylax lessonae) a gerincesek törzsébe, kétéltűek osztályába, békák rendjébe tartozó védett állatfaj. A kecskebéka-fajkomplex tagja a tavi békával és a kecskebékával együtt. Korábban a kecskebéka és a tavibéka hibridjének tekintették, ezt az utóbbi évek DNS-vizsgálatai cáfolták meg. A fajt eredetileg a Rana nembe sorolták, de később áthelyezték a Pelophylax nembe.

## Előfordulása
Közép- és Kelet-Európában gyakori. Nálunk a legkisebb állandó vízállásoktól az egészen nagy folyók holtágaiig bárhol előfordulhat, a folyóvizeket kivéve, mindig csendesebb részeken. Kiváló életteret talált magának az alföldi öntözőcsatornákon. Jól úszik, egész napját is képes a vízben tölteni. Előfordul, hogy hosszabb-rövidebb időre a partra is kijön, de a víztől nem távolodik el messzire. Még telelni is képes a víz alatt.

## Megjelenése
A tavi béka és a kis tavibéka kereszteződéséből létrejövő hibrid a kecskebéka, rendkívül sok variációja létrejön a keveredésből. A legújabb kutatások szerint a különféle kromoszóma-mutációk miatt a fajkomplex tagjait morfológiai bélyegek alapján nem lehet elkülöníteni. A három közül a legkisebb: 5-7 centiméter hosszúra nő meg. A kis tavi béka bőre egészen halványzöldtől a sárgás árnyalatúig terjedhet, a sötét foltok akár hiányozhatnak is, a mirigysor alig látható a hátán. A hímek hanghólyagja felfújva egészen világos színű. A legjobb határozóbélyeg a három zöldbéka fajnál a lábak hossza. A békák combjait a testükre merőlegesen fordítva a sarkok helyzetéből lehet következtetni a láb hosszára. A legrövidebb lábú kis tavibékánál a sarkok nem érnek össze.

## Életmódja
A partszéleken ülve lesnek áldozataikra, melyek repülő ízeltlábúak, apróbb gerinctelenek lehetnek.Szitakötők, rovarok, pókok, földigiliszták, meztelencsigák szerepelnek az étlapján.

## Képgaléria

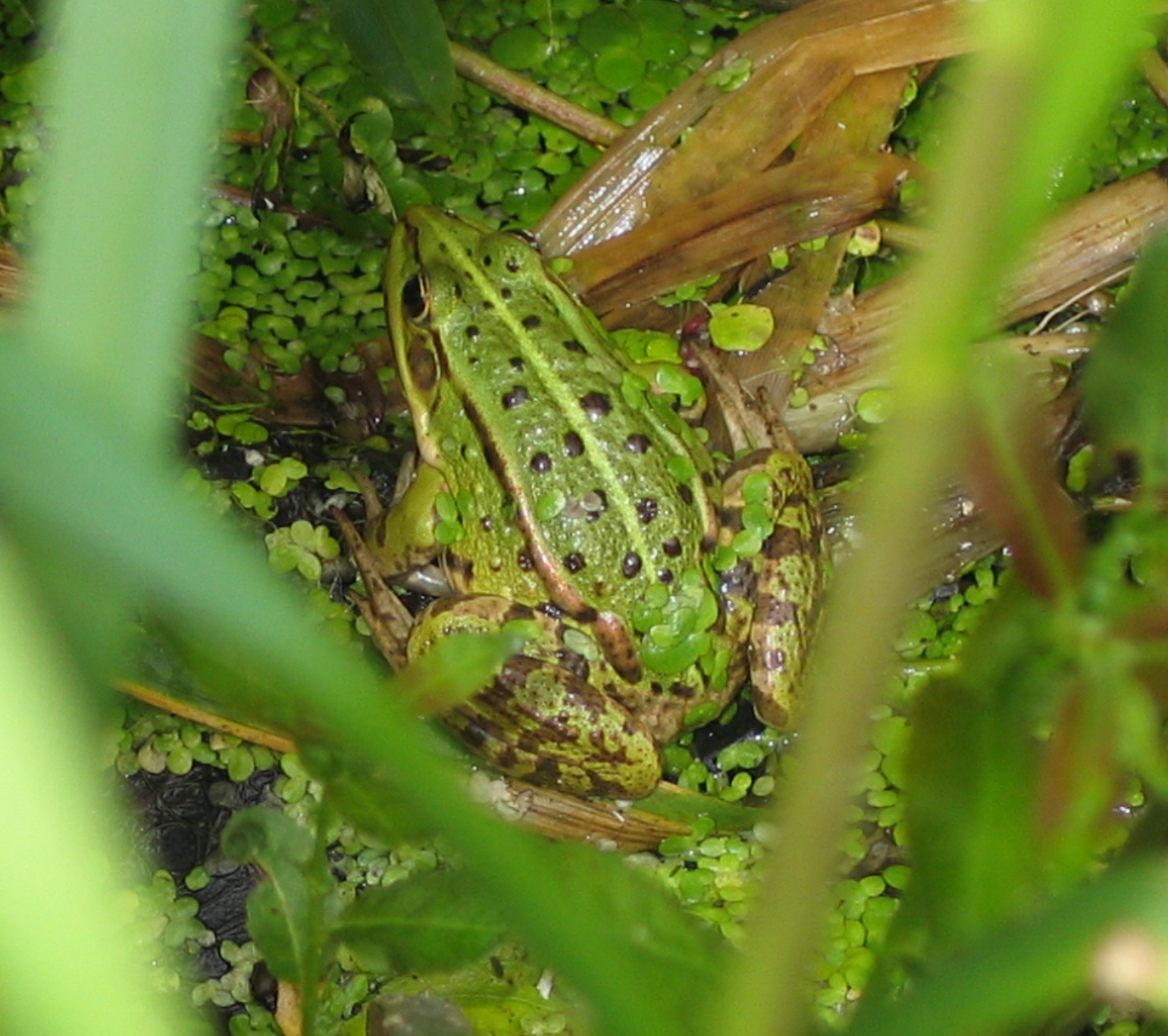
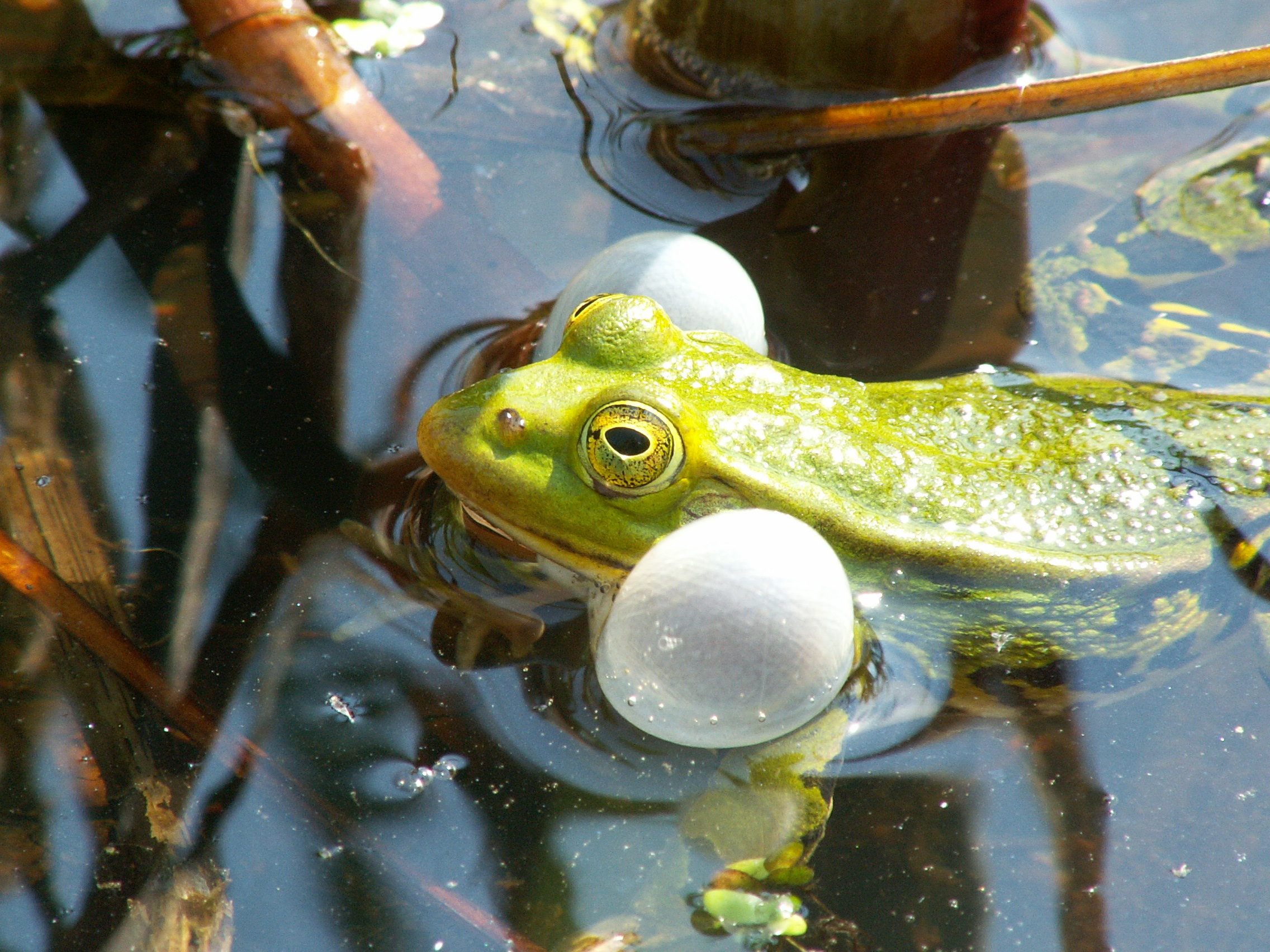
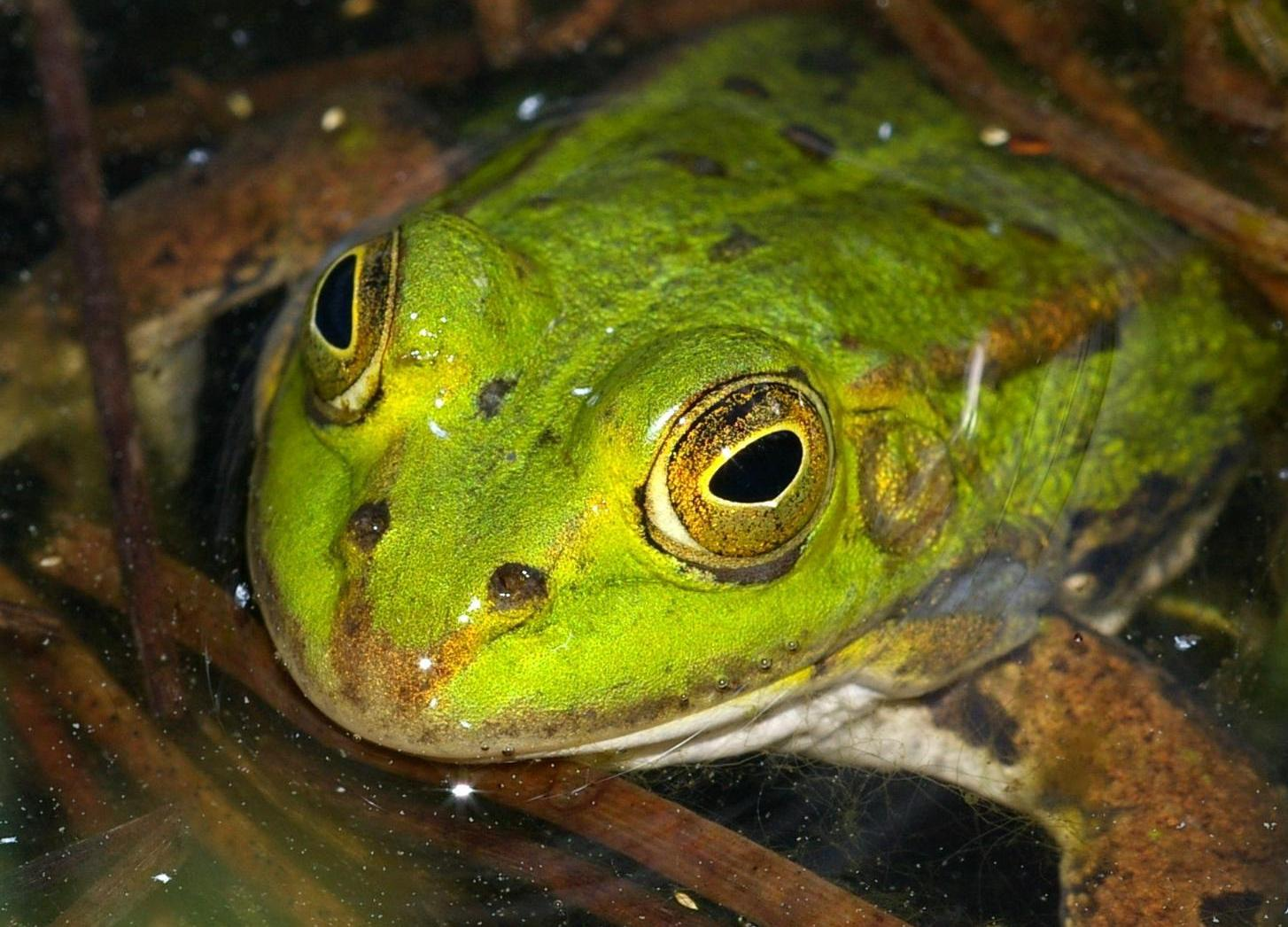
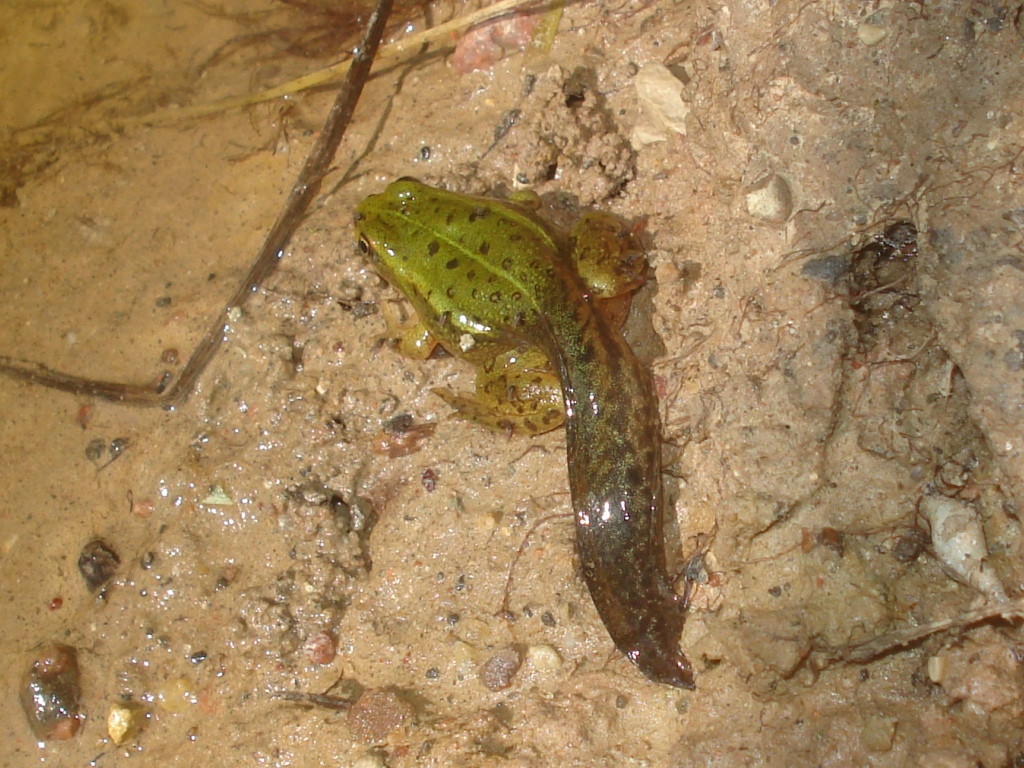

## Szaporodása
Április végétől május végéig nagyobb csoportokba verődve a vizekben szaporodnak. A nőstények 3-10000 petét raknak csomókba, melyből a lárvák 7-14 nap alatt kelnek ki. A lárvák aztán a nyár derekán, végén alakulnak át, de nem hagyják el a vizet, ott élik életüket.